# スティーブン・アレン
スティーブン・アレン (Stephen Allen、1767年7月2日 – 1852年7月28日)はアメリカニューヨーク州の政治家。

## 経歴
第55代ニューヨーク市長、1821年にCouncil of Appointment、1823年、1824年、1826年にニューヨーク市議会議員、ニューヨーク州上院議員(1829年 - 1832年)を務めた。
1835年、Washington Square North 1番地に引っ越した。
1852年7月28日、蒸気船ヘンリー・クレイの事故により、リバーデイルで死亡し、ニューヨーク・マーブル墓地に埋葬された。

## Sources
- List of Mayors at NYC website
- It Happened in Washington Square by Emily Kies Folpe (2002, Johns Hopkins University Press),  ISBN 0-8018-7088-7
- The New York Civil List compiled by Franklin Benjamin Hough (pages 127ff, 138, 204, 255 and 428; Weed, Parsons and Co., 1858)